# Albert von Hartmann
Georg Anton Albert Julius Josef von Hartmann (* 5. Mai 1805 in Paderborn; † 12. März 1865 in Münster) war ein deutscher Jurist und Politiker.

## Leben
Hartmann, aus dem Adelsgeschlecht Hartmann, absolvierte von 1823 bis 1826 ein Studium der Rechtswissenschaften in Göttingen und Berlin. Danach war er von 1826 bis 1834 Auskultator und Referendar beim Oberlandesgericht Münster, von 1834 bis 1841 Oberlandesgerichtsassessor beim Justizamt in Rüthen und bei der Generalkommission in Münster, von 1841 bis 1862 Regierungsrat bei der Regierung in Münster. Zugleich war er Justitiar beim Konsistorium und Direktor der Rentenbank für Westfalen. Schließlich leitete er als Oberregierungsrat von 1862 bis 1865 die Abteilung des Inneren bei der Regierung in Münster.
Er war vom 3. August 1848 bis zum 19. Mai 1849 Mitglied der Frankfurter Nationalversammlung für die Provinz Westfalen in Drensteinfurt in den Fraktionen Casino und Pariser Hof. Außerdem war er im März/April 1849 Mitglied der Kaiserdeputation.
Der Kardinal Felix von Hartmann (1851–1919), von 1911 bis 1912 Bischof von Münster und von 1912 bis 1919 Erzbischof von Köln, war sein Sohn aus zweiter Ehe.